# (1772) Gagarin
(1772) Gagarin es un asteroide perteneciente al cinturón de asteroides descubierto por Liudmila Ivanovna Chernyj desde el Observatorio Astrofísico de Crimea, Naúchni, el 6 de febrero de 1968.

## Designación y nombre
Gagarin recibió inicialmente la designación de 1968 CB.
Posteriormente, se nombró en honor del cosmonauta soviético Yuri Alekséyevich Gagarin (1934-1968), quien a bordo de la Vostok 1 fue el primer hombre en viajar al espacio.

## Características orbitales
Gagarin está situado a una distancia media del Sol de 2,527 ua, pudiendo acercarse hasta 2,262 ua. Tiene una excentricidad de 0,105 y una inclinación orbital de 5,742°. Emplea 1467 días en completar una órbita alrededor del Sol.